# Paracyatholaimoides labiosetosus
Paracyatholaimoides labiosetosus är en rundmaskart som beskrevs av Bo Riemann 1966. Paracyatholaimoides labiosetosus ingår i släktet Paracyatholaimoides och familjen Cyatholaimidae. Inga underarter finns listade i Catalogue of Life.